# Iretama
Iretama är en kommun i Brasilien.   Den ligger i delstaten Paraná, i den södra delen av landet, 1 000 km söder om huvudstaden Brasília. Antalet invånare är 10 602.
Omgivningarna runt Iretama är huvudsakligen savann. Runt Iretama är det ganska glesbefolkat, med 38 invånare per kvadratkilometer.